# Megalomus impudicus
Megalomus impudicus là một loài côn trùng trong họ Hemerobiidae thuộc bộ Neuroptera. Loài này được Gerstaecker miêu tả năm 1888.